# Zrnovska
La Zrnovska (en macédonien : Зрновска Река) est une rivière de l'est de la Macédoine du Nord, dans la région de l'Est, et un affluent de la Bregalnica, donc un sous-affluent du fleuve le Vardar. 

## Géographie
Elle prend sa source dans le massif de la Platchkovitsa. De 24 km de longueur[réf. nécessaire], elle descend ensuite vers le sud, et rejoint la vallée de la Bregalnica. Elle traverse le village de Zrnovci, à laquelle elle doit son nom. 

### Bassin versant
Son bassin versant est de 38 km2[réf. nécessaire].

## Aménagements et écologie
Son flux naturel est modifié par une petite centrale hydroélectrique, construite en 1950.
La rivière est très propre et son eau est riche en oxygène. Elle compte plusieurs espèces animales rares, comme le crabe de rivière, une espèce endémique de truite et le diploneis petersenii, un bacille qui ne vit habituellement qu'en Europe du Nord.